# Jay (Oklahoma)
Jay ist eine Stadt mit dem Status City und gleichzeitig Verwaltungssitz (County Seat) des Delaware County im US-amerikanischen Bundesstaat Oklahoma. Das U.S. Census Bureau hat bei der Volkszählung 2020 eine Einwohnerzahl von 2.425 ermittelt.

## Geographie
Jay liegt 100 Kilometer nordöstlich von Tulsa. Die Grenze zum Bundesstaat Arkansas befindet sich 15 Kilometer entfernt im Osten. Der U. S. Highway 59 verläuft durch die Stadt. Der Grand Lake o' the Cherokees befindet sich in einer Entfernung von 12 Kilometern im Norden.

## Geschichte
Im Jahr 1907 wurde ein neuer Verwaltungssitz für das Delaware County gesucht. Der etwa 15 Kilometer weiter nördlich gelegene bisherige Verwaltungssitz Grove war verkehrstechnisch außerordentlich ungünstig gelegen. Ein Komitee unter Vermittlung des Cherokee-Halbindianers Claude L. „Jay“ Washbourne, einem Neffen von Stand Watie, wählte einen Ort aus. Dessen Name musste zunächst aus den Vorschlägen Center, Jay und Washbourne bestimmt werden. Mit knapper Mehrheit setzte sich Jay durch. Zwar legte Grove Einspruch gegen den neuen Verwaltungssitz ein, wurde jedoch in mehreren Instanzen gerichtlich abgewiesen. Anfangs wurden in der Stadt viele Holzhäuser errichtet. Nach einem verheerenden Feuer wurden neue Häuser, u. a. das abgebrannte Justizgebäude (Delaware County Courthouse) aus Stein gebaut. Während des Baus eines Staudamms in den 1930er Jahren am nahen Grand Lake o' the Cherokees wuchs die Einwohnerzahl leicht an. Hauptlebensgrundlage in den Folgejahren waren die Holz- und die Landwirtschaft. Heute ist Jay auch im Tourismus tätig und Ausgangspunkt für Touren zum Grand Lake o' the Cherokees. Eine lange Tradition hat das jährlich Anfang Juli stattfindende Huckleberry-Festival. Die Stadt bezeichnet sich zuweilen als Huckleberry Capital of the World (Welthauptstadt der Heidelbeeren).

## Demografie
Im Jahr 2012 wurde eine Einwohnerzahl von 2486 Personen ermittelt, was eine Zunahme um 0,2 % gegenüber dem Jahr 2000 bedeutet. Das Durchschnittsalter der Bewohner lag im Jahr 2012 mit 35,8 Jahren unter dem Durchschnittswert von Oklahoma, der 40,6 Jahre betrug. Mit einem Anteil von 44,9 % sind nahezu die Hälfte der Einwohner indianischer Abstammung.